# Pelekium synoicum
Pelekium synoicum là một loài Rêu trong họ Thuidiaceae. Loài này được (Touw) Touw mô tả khoa học đầu tiên năm 2001.